# Ацилий Глабрион
Вижте пояснителната страница за други личности с името Маний Ацилий Глабрион.
Ацилий Глабрион (на латински: Acilius Glabrio) e политик и сенатор от gens Ацилии.
Според поета Ювенал (4, 94) той е бил консул. Не е известно кога е било това, вероятно е суфектконсул по времето на Нерон или Домициан. Баща е на Маний Ацилий Глабрион (консул 91 г.).